# Merve Oflaz
Merve Oflaz (* 23. März 1988 in Istanbul) ist eine türkische Schauspielerin.

## Leben
Seit 2010 arbeitet Oflaz als Schauspielerin. Sie nahm im Jahr 2010 an der Reality-Show Survivor Türkiye teil, wo sie Siegerin wurde. Sie ist in den Filmen wie Güzel Köylü, Kertenkele und Arka Sokaklar zu sehen. Im Jahr 2015 nahm sie erneut an der Reality-Show Survivor Türkiye teil. 
Sie ist die Tochter von Cengiz Oflaz.

## Filmografie
- 2010: Survivor Türkiye
- 2011: Muhteşem Yüzyıl
- 2014: Güzel Köylü
- 2017: Arka Sokaklar